# Homosetia tephropis
Homosetia tephropis är en fjärilsart som beskrevs av Edward Meyrick 1919. Homosetia tephropis ingår i släktet Homosetia och familjen äkta malar.
Artens utbredningsområde är Ecuador. Inga underarter finns listade i Catalogue of Life.